# Расселл, Тейлор
Те́йлор Ра́сселл (англ. Taylor Russell; род. 18 июля 1994) — канадская актриса.

## Карьера
Расселл дебютировала на телевидении в 2012 году, с эпизодической ролью в эпизоде сериала «Доктор Эмили Оуэнс», после чего имела роли в телефильмах «Спасённые звонком: Несанкционированная история» и «Брюки в огне», вышедших в 2014 году. Она также появилась с ролями в фильмах «Будь у меня крылья» (2013), «Отстранение» (2015) и «Матрица времени» (2017), и сериалах «Неизвестная империя» (2015), «Рухнувшие небеса» (2015) и «Разгар лета» (2016). В 2018 году Расселл появилась в хорроре «Дальше по коридору», а также начала исполнять одну из главных ролей в фантастическом сериале Netflix «Затерянные в космосе», за роль в котором в 2019 году получила номинацию на премию «Сатурн».
В 2019 году Расселл исполнила главную роль в фильме ужасов «Клаустрофобы», а также появилась в драме «Волны» Трея Эдварда Шульца, принёсшей ей похвалу от критиков. Она выиграла премию «Готэм», а также была номинирована на «Независимый дух» за свою роль в фильме.

## Личная жизнь
В 2024 году временно рассталась с Гарри Стайлзом после года отношений.

## Фильмография

### Кино
| Год  | Русское название              | Оригинальное название                | Роль          | Примечания                                   |
| ---- | ----------------------------- | ------------------------------------ | ------------- | -------------------------------------------- |
| 2013 | Будь у меня крылья            | If I Had Wings                       | Эми Конрад    | Указана в титрах как Тейлор Расселл Маккензи |
| 2015 | Отстранение                   | Suspension                           | Кэрри         |                                              |
| 2016 |                               | UNIT Bryan                           | Робин         | Короткометражный фильм                       |
| 2017 | Матрица времени               | Before I Fall                        | Эшли          |                                              |
| 2018 | Дальше по коридору            | Down a Dark Hall                     | Эшли          |                                              |
| 2018 |                               | Hot Air                              | Тесс          |                                              |
| 2019 | Клаустрофобы                  | Escape Room                          | Зои Дэвис     |                                              |
| 2019 | Волны                         | Waves                                | Эмили Уильямс |                                              |
| 2020 | Сумасшедшая любовь            | Words on Bathroom Walls              | Майя          |                                              |
| 2021 | Мой психолог — Мистер Голубь  | Dr. Bird's Advice for Sad Poets      | Софи          |                                              |
| 2021 | Клаустрофобы 2: Лига выживших | Escape Room: Tournament of Champions | Зои Дэвис     |                                              |
| 2022 | Целиком и полностью           | Bones & All                          | Марен Ярли    |                                              |
| 2023 | Диван для мамы                | Mother, Couch                        | Белла         |                                              |
| 2026 | Надежда                       | Hope                                 | Майя Харпер   |                                              |

### Телевидение
| Год         | Русское название                               | Оригинальное название                    | Роль           | Примечания                                                               |
| ----------- | ---------------------------------------------- | ---------------------------------------- | -------------- | ------------------------------------------------------------------------ |
| 2012        | Доктор Эмили Оуэнс                             | Emily Owens, M.D.                        | девушка        | Эпизод: «Emily and... the Outbreak» Указана в титрах как Тейлор Маккензи |
| 2013        |                                                | Blink                                    | Джессика       | Невышедший пилот                                                         |
| 2014        | Спасённые звонком: Несанкционированная история | The Unauthorized Saved by the Bell Story | Ларк Вурхис    | Телевизионный фильм Указана в титрах как Тейлор Расселл Маккензи         |
| 2014        | Брюки в огне                                   | Pants on Fire                            | Дженнифер      | Телевизионный фильм                                                      |
| 2015        | Неизвестная империя                            | Strange Empire                           | Кэсси          | Повторяющаяся роль, 2 эпизода                                            |
| 2015        | Рухнувшие небеса                               | Falling Skies                            | Эвелин         | Повторяющаяся роль, 5 эпизодов                                           |
| 2016        | Разгар лета                                    | Dead of Summer                           | Лора           | Эпизод: «How to Stay Alive in the Woods»                                 |
| 2017        | Перемены                                       | Sea Change                               | Сиси           | Телевизионный фильм                                                      |
| 2018 — 2021 | Затерянные в космосе                           | Lost in Space                            | Джуди Робинсон | Регулярная роль, все эпизоды                                             |

## Награды и номинации
| Год  | Ассоциация                                  | Категория                                              | Работа               | Результат |
| ---- | ------------------------------------------- | ------------------------------------------------------ | -------------------- | --------- |
| 2019 | Премия «Сатурн»                             | Лучшая актриса второго плана стримингового телевидения | Затерянные в космосе | Номинация |
| 2019 | Премия «Готэм»                              | Актёрский прорыв                                       | Волны                | Победа    |
| 2019 | Ассоциация критиков Голливуда               | Лучшая женская роль второго плана                      | Волны                | Номинация |
| 2019 | Ассоциация критиков Голливуда               | Актёрский прорыв                                       | Волны                | Победа    |
| 2020 | Международный кинофестиваль в Санта-Барбаре | Награда «Virtuoso»                                     | Волны                | Победа    |
| 2020 | Премия «Независимый дух»                    | Лучшая женская роль второго плана                      | Волны                | Номинация |
| 2022 | Венецианский кинофестиваль                  | Лучший молодой актёр/актриса                           | Целиком и полностью  | Победа    |